# Майдзуру
Ма́йдзуру (яп. 舞鶴市 Майдзуру-си) — город в северной части префектуры Киото на берегу Японского моря, Япония. Площадь города составляет 342,12 км², население — 80 383 человека (1 октября 2020), плотность населения — 234,96 чел./км². Город основан в 1943 году.

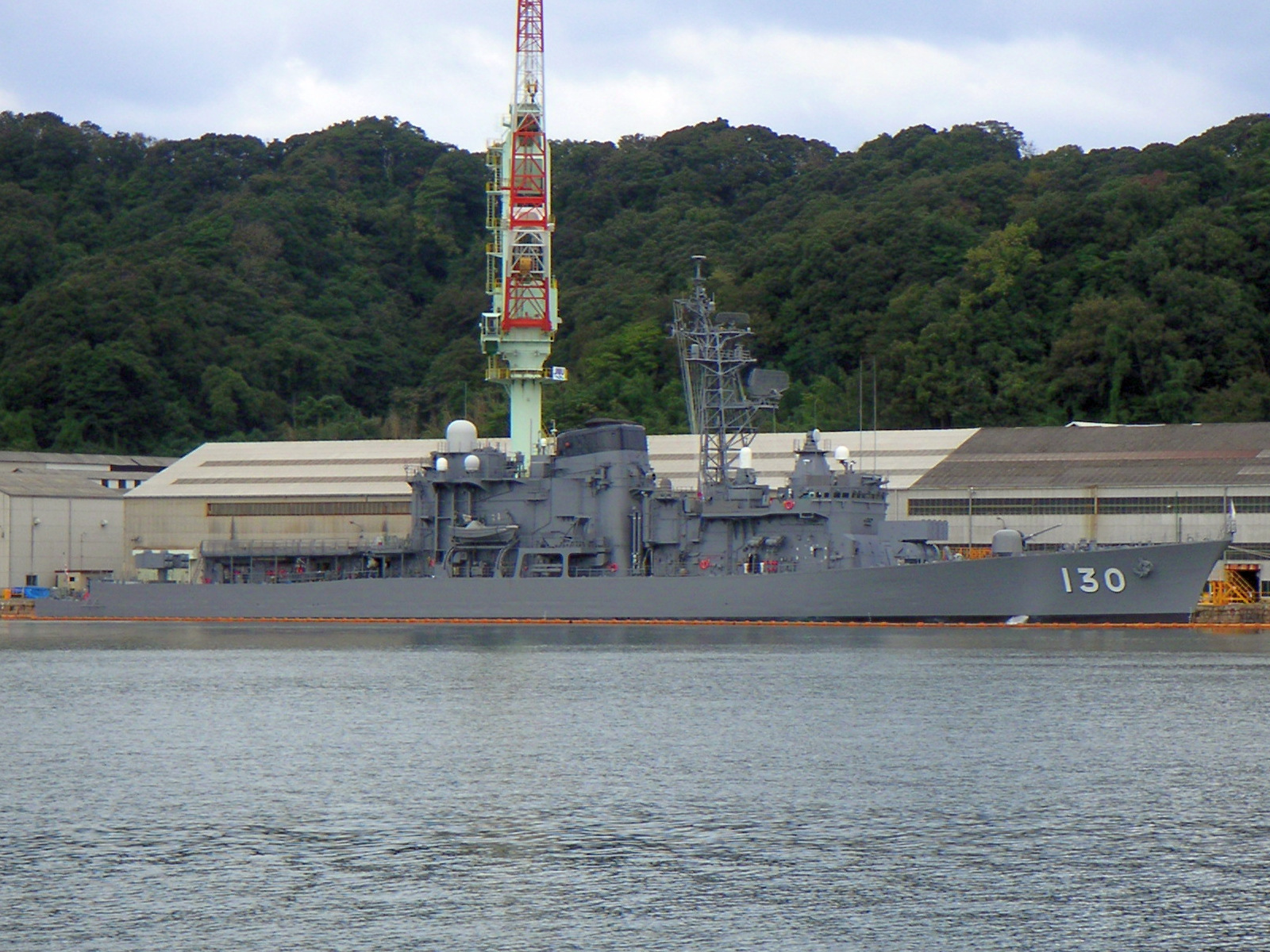
Эскадренный миноносец типа «Хацуюки» JS Matsuyuki на предприятии Maizuru Shipyard («Майдзуру дзигё»), принадлежащем корпорации Japan Marine United, в Майдзуру

В Майдзуру находится судостроительное предприятие Maizuru Shipyard («Майдзуру дзигё»), которое выполняет военные заказы и принадлежит корпорации Japan Marine United (ранее — Hitachi Zosen).
В июне 1961 года между Майдзуру и Находкой был подписан договор о городах-побратимах. Это первые города-побратимы в истории советско-японских отношений.